# Aleuroplatus pileae
Aleuroplatus pileae là một loài côn trùng cánh nửa trong họ Aleyrodidae, phân họ Aleyrodinae.
Aleuroplatus pileae được Takahashi miêu tả khoa học đầu tiên năm 1939.